# Arthur Beckwith
Arthur Beckwith   (Croydon, 1887 - Wandsworth, desembre 1928), nom complet Arthur Robert C. Beckwith, fou un violinista anglès.
Sembla que va prendre les primeres lliçons de violí del seu pare músic, Arthur Beckwith Sr., professor de música a Londres. Arthur Beckwith va ser el concertista (líder) de la Royal Opera, Covent Garden i de la Royal Philharmonic Society (no s'ha de confondre amb la Royal Philharmonic Orchestra formada per Sir Thomas Beecham el 1946). Arthur Beckwith també va tocar amb la Queen's Hall Orchestra de Londres amb Sir Henry Wood. Beckwith també va ser director musical del Grand Hotel a Eastbourne, un hotel britànic de la platja. El 1920, Arthur Beckwith va fer una gravació acústica del director d'orquestra britànic (més tard Sir) Landon Ronald (1873-1938) Beni Mora, Suite Oriental.
Anne Mischakoff Heiles en el seu magnífic llibre "America's Concertmasters" escriu "... Quan el primer violinista del Quartet de corda de Londres es va posar malalt, Beckwith el va substituir per una gira als Estats Units, inclosa Cleveland...". Nikolai Sokoloff, escoltant Beckwith el va contractar per substituir Louis Edlin com a concertista de lOrquestra de Cleveland a partir de la temporada 1923-1924. Sokoloff pot haver estat motivat també per l'experiència de la música de cambra de Beckwith, ja que Beckwith també es va unir al Cleveland String Quartet, en el qual Sokoloff va continuar tocant. La temporada 1926-1927, Nikolai Sokoloff va contractar 26 nous intèrprets, inclosos 13 nous músics de corda i més de la meitat de la secció de trompa. Entre aquests canvis es trobaven la substitució d'Arthur Beckwith per Joseph Fuchs com a concertista, Louis de Santis com a clarinet principal que succeïa a Walter Thalin i Walter Macdonald que succeïa a Alphonse Pelletier com a trompa principal. Després de deixar lOrquestra de Cleveland, Arthur Beckwith va tornar a Anglaterra amb la seva dona i els seus tres fills.
Arthur Beckwith va morir el desembre de 1928 a Wandsworth, al sud de Londres, a la primerenca edat de 41 anys (la causa no sembla registrada).